# Élections générales ontariennes de 1923

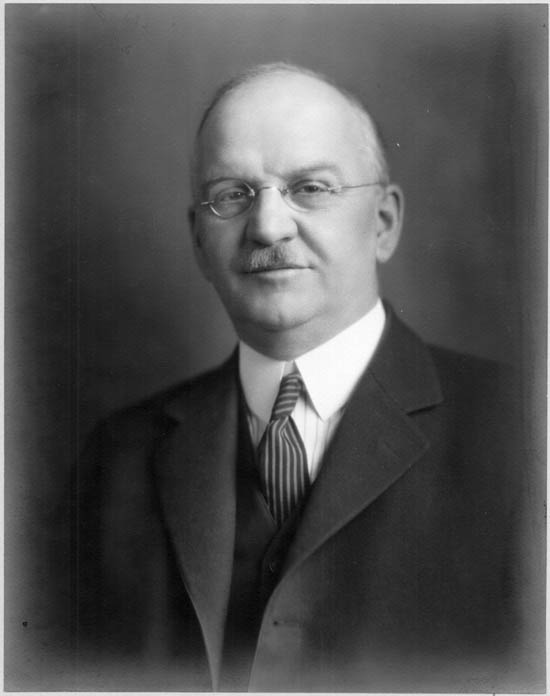
Howard Ferguson

L'élection générale ontarienne de 1923 (la 16e élection générale dans la province de l'Ontario (Canada) depuis la confédération canadienne de 1867) se déroule le 25 juin 1923 afin d'élire les députés à l'Assemblée législative de l'Ontario.
Le Parti conservateur de l'Ontario, dirigé par George Howard Ferguson, prend le pouvoir avec un gouvernement majoritaire à l'Assemblée législative, les électeurs rejetant de manière décisive le gouvernement de coalition des United Farmers of Ontario et du mouvement ouvrier dirigé par Ernest Charles Drury.
Le Parti libéral de l'Ontario, dirigé par Wellington Hay, perd près da la moitié de son caucus dans le raz-de-marée conservateur.

## Résultats
| Parti       | Parti          | Chef                 | Sièges | Sièges | Sièges  | Voix   | Voix    | Voix |
| ----------- | -------------- | -------------------- | ------ | ------ | ------- | ------ | ------- | ---- |
| Parti       | Parti          | Chef                 | 1919   | Élus   | % Diff. | %      | % Diff. |      |
|             | Conservateur   | Howard Ferguson      | 25     | 75     | +200 %  | 49,8 % | +14,9 % |      |
|             | United Farmers | Ernest Charles Drury | 44     | 171    | -61,4 % | 20,9 % | -0,8 %  |      |
|             | Ouvrier        | Ernest Charles Drury | 11     | 4      | -63,6 % | 4,7 %  | -6,9 %  |      |
|             | Libéral        | Wellington Hay       | 27     | 14     | -48,1 % | 21,8 % | -5,1 %  |      |
|             | Indépendant    |                      | -      | 1      |         |        |         |      |
| Total Seats | Total Seats    | Total Seats          | 111    | 111    | -       | 100 %  |         |      |

Note :
1 Les United Farmers forment le second bloc de députés en importance à l'Assemblée législative. Toutefois, le premier ministre Howard Ferguson leur refuse le statut d'Opposition officielle ; il justifie sa décision en citant une annonce du secrétaire générale de la UFO, James J. Morrison, selon laquelle la UFO se retire de la politique. C'est le Parti libéral qui forme l'Opposition officielle.

## Source
- (en) Cet article est partiellement ou en totalité issu de l’article de Wikipédia en anglais intitulé « Ontario general election, 1923 » (voir la liste des auteurs).